# Kole (territorium)
Kole är ett territorium i Kongo-Kinshasa. Det ligger i provinsen Sankuru, i den centrala delen av landet, 800 km öster om huvudstaden Kinshasa.